# Eucalyptus bosistoana
Eucalyptus bosistoana är en myrtenväxtart som beskrevs av Ferdinand von Mueller. Eucalyptus bosistoana ingår i släktet Eucalyptus och familjen myrtenväxter. Inga underarter finns listade i Catalogue of Life.